# Distrito de Dolný Kubín
El distrito de Dolný Kubín (en eslovaco Okres Dolný Kubín) es una unidad administrativa (okres) de Eslovaquia Septentrional, situado en la región de Žilina, con 39 364 habitantes (en 2001) y una superficie de 490 km². Su capital es la ciudad de Dolný Kubín.

## Demografía
| Año        | 1994   | 2004    | 2014    | 2024    |
| ---------- | ------ | ------- | ------- | ------- |
| Población  | 38 497 | 39 458  | 39 469  | 38 726  |
| Diferencia |        | +2,49 % | +0,02 % | −1,88 % |

| Año        | 2023   | 2024    |
| ---------- | ------ | ------- |
| Población  | 38 734 | 38 726  |
| Diferencia |        | −0,02 % |

## Ciudades (población año 2017)
- Dolný Kubín (capital) 18 905

## Municipios
- Bziny 568
- Chlebnice 1622
- Dlhá nad Oravou 1415
- Horná Lehota 551
- Istebné 1360
- Jasenová 420
- Kraľovany 432
- Krivá 810
- Leštiny 267
- Malatiná 822
- Medzibrodie nad Oravou 527
- Oravská Poruba1046
- Oravský Podzámok 1359
- Osádka 164
- Párnica 894
- Pokryváč 163
- Pribiš 450
- Pucov 860
- Sedliacka Dubová 536
- Veličná 1273
- Vyšný Kubín 769
- Žaškov 1608
- Zázrivá 2657